# Hemán

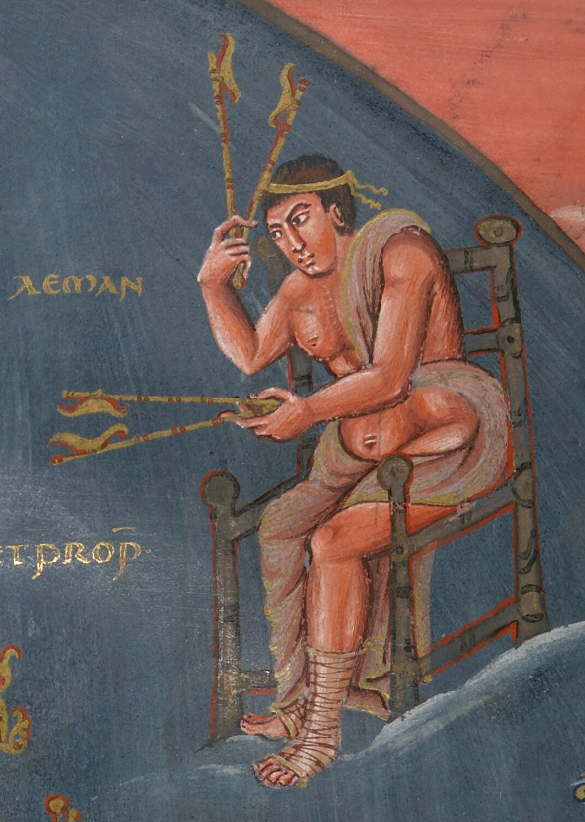
Aeman, también llamado Heman, de la Biblia de Viena, circa 845, Imperio carolingio.

  Hemán, también conocido como Hemán el esdrasita (הֵימָן הָאֶזְרָחִי Hēmān hā'Ezrāḥī) es el autor del Salmo 88 en la Biblia hebrea, según el colofón del salmo.
Bava Batra relaciona el nombre Heman con la raíz semítica אמנ (ʔ-m-n) que significa «de confianza», mientras que CYDA especula que proviene de נתן (n-t-n) y significa «dado». Aparece dieciséis veces en la Nueva Versión Internacional de la Biblia. El etnónimo a veces se entiende como «de Zerah», con la prótesis alef para significar «de Ezrah» o, alternativamente, para significar «el nativo» que fundó una tradición de bardos.
Hemán el ezraíta puede ser uno de los tres levitas asignados por el rey David para ser ministros de la música. Este Hemán era nieto del profeta Samuel, que se convirtió en vidente del rey David y tuvo catorce hijos y tres hijas.

## Obras
El Salmo 88 parece haber sido escrito en un estado de desesperación. Según Martin Marty, profesor de historia de la Iglesia en la Universidad de Chicago, el Salmo 88 es «un paisaje invernal de desolación sin paliativos».
Sin embargo, la súplica a Dios en el Salmo 88 comienza con la siguiente expresión de fe: «¡Oh, Yahvé, Dios de mi salvación!». Tres veces (versículos 1, 9 y 13) el salmista invoca el nombre de Yahvé. El salmista acompaña cada invocación con una referencia a su perseverancia en la oración. Por ejemplo, en el versículo nueve declara: «A ti, oh Señor, clamo cada día».

## En la literatura
Madeleine L'Engle tiene un poema llamado «Herman the Ezragite: Salmo 88:18» en su colección “”A Cry Like a Bell“”.  En él, imagina los sentimientos de Hemán (Herman) que le llevaron a escribir el Salmo 88.